# Lighter (Kyle-Alessandro-Lied)

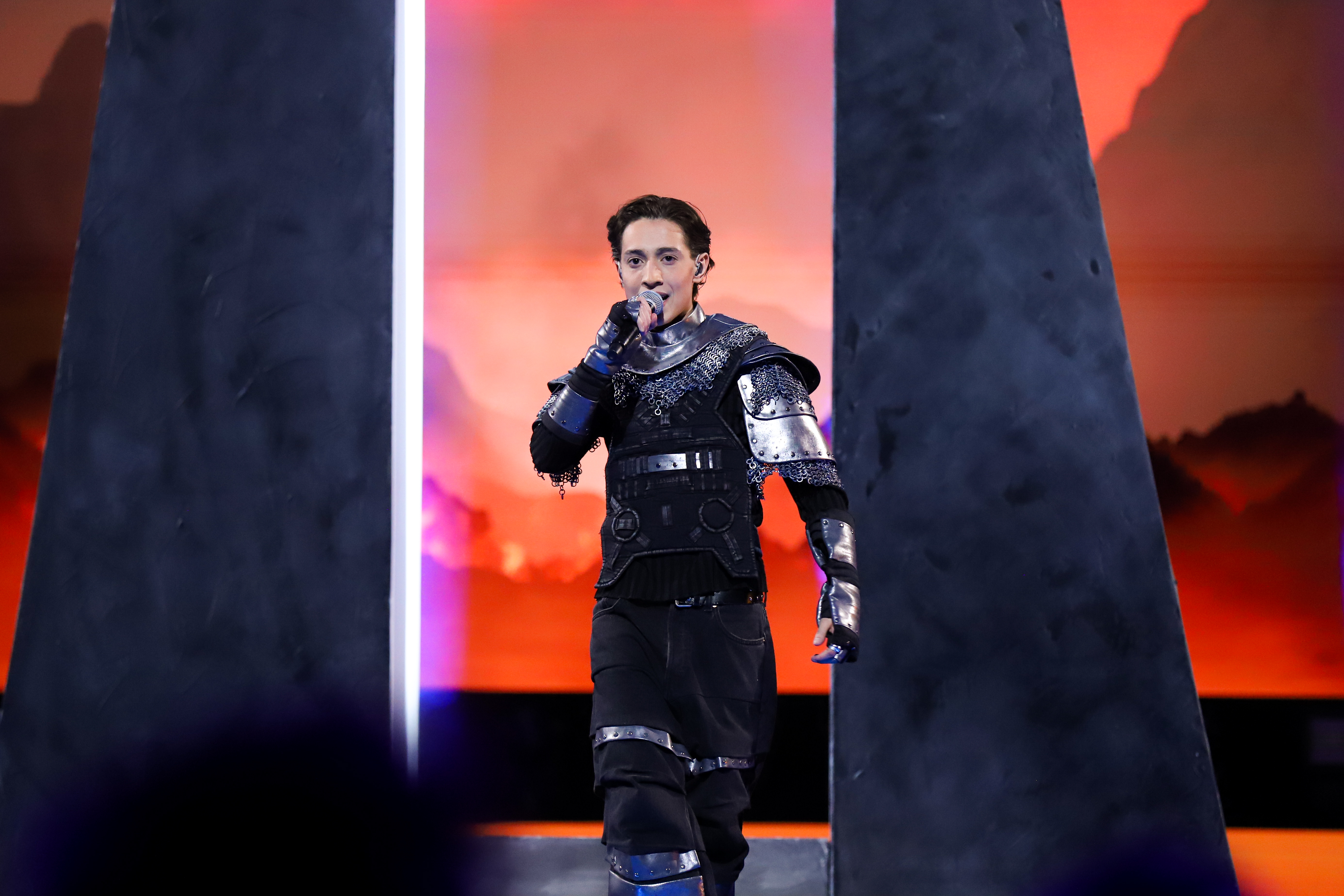
Kyle Alessandro beim MGP 2025

Lighter (englisch für Feuerzeug oder Anzünder) ist ein Lied des norwegischen Sängers Kyle Alessandro. Er konnte mit dem Lied den Melodi Grand Prix 2025 gewinnen und vertrat Norwegen damit beim Eurovision Song Contest 2025 in Basel.

## Hintergrund
Das Lied wurde vom Interpreten selbst gemeinsam mit dem schwedischen Sänger, Songwriter und Produzenten Adam Woods geschrieben und produziert. Am 16. Januar 2025 wurde bekannt, dass Kyle Alessandro damit beim Melodi Grand Prix 2025, dem norwegischen Vorentscheid für den Eurovision Song Contest, antreten werde. Es war Kyle Alessandros zweite Teilnahme am Melodi Grand Prix. Im Jahr 2023 trat er mit der Gruppe Umami Tsunami an. Lighter wurde schließlich am 24. Januar 2025 veröffentlicht.
Beim Melodi Grand Prix setzte sich Kyle Alessandro gegen die acht weiteren Beiträge durch. Sowohl bei der internationalen Jury als auch den Zuschauern erhielt er die meisten Punkte und er siegte mit insgesamt 307 Punkten deutlich vor der zweitplatzierten Sängerin Nataleen, die 190 Punkte bekam.

## Beim Eurovision Song Contest
Kyle Alessandro vertrat mit dem Lied Norwegen beim Eurovision Song Contest 2025 in Basel. Dort wurde ihm die zweite Hälfte im ersten Halbfinale zugelost. Er erhielt dort die Startnummer 8. Mit 82 Punkten und einem achten Rang konnte er sich für das Finale qualifizieren. Beim Finale am 17. Mai 2025 war Norwegen der erste Auftritt des Abends. Kyle Alessandro erhielt 67 Punkte vom Publikum und 22 Punkte von den Jurys. Mit den insgesamt 89 Punkten erreichte er den 18. Platz.

## Musik und Text
Kyle Alessandro gibt an, dass das Lied von seiner Mutter inspiriert worden sei, die ihm nach ihrer Krebsdiagnose mitgeteilt habe, dass er nie sein Licht verlieren solle. Inhaltlich handelt das Lied davon, sich nach einem Rückschlag zurückzukämpfen und auch in schwierigen Zeiten Hoffnung zu finden. Im Refrain wiederholt er die Aussage, dass er sein eigenes Feuerzeug sei.

## Rezensionen
Der Kritiker Tor Martin Bøe vergab für den Live-Auftritt in der norwegischen Zeitung Verdens Gang drei von sechs möglichen Punkten. Er bezeichnete das Lied als „Game-of-Thrones-Pop“ und kritisierte, dass es der Drop nicht ganz schaffe, in Erinnerung zu bleiben. Für das Lied selbst vergab er zuvor zwei von sechs möglichen Punkten. Bøe kritisierte dabei unter anderem die im Refrain enthaltene Metapher, dass man nun feuerfest sei, weil man nun sein eigenes Feuerzeug sei („Nothing can burn me now / I’ll be my own lighter“). Bei Dagbladet erhielt Kyle Alessandro für seinen Auftritt beim Melodi Grand Prix fünf von sechs möglichen Punkten. Der Rezensent Ralf Lofstad beschrieb den Refrain als einprägsam.

## Chartplatzierungen
Das Lied stieg nach dem Melodi Grand Prix 2025 auf den elften Platz der norwegischen Singlecharts ein und erreichte seine beste Platzierung nach der ESC-Teilnahme mit Rang sechs.
| ChartsChartplatzierungen | Höchstplatzierung | Wochen |
| ------------------------ | ----------------- | ------ |
| Deutschland (GfK)        | 68 (2 Wo.)        | 2      |
| Norwegen (IFPI)          | 6 (… Wo.)         | …      |
| Österreich (Ö3)          | 14 (3 Wo.)        | 3      |
| Schweiz (IFPI)           | 8 (4 Wo.)         | 4      |